# 青井和夫
青井 和夫（あおい かずお、1920年1月1日 - 2011年11月21日）は、日本の社会学者。東京大学・流通経済大学名誉教授。構造機能主義の理論的地平から、地域社会学、家族社会学における生活構造論の研究を進めた。

## 経歴
1920年、岡山県生まれ。1941年、東京帝国大学法学部を卒業。東京大学文学部社会学科卒業。
卒業後は東京学芸大学助教授。1961年より東京大学文学部社会学科助教授、1970年より教授。1980年に定年退官し、名誉教授となった。その後は津田塾大学学芸学部教授、1988年からは流通経済大学社会学部教授を務め、退任後同大名誉教授となった。

## 受賞・栄典
- 1985年：勲三等旭日中綬章受章[2]。

## 著書

### 単著
- 『小集団 社会技術とその問題点』誠信書房、1959年
- 『家族とは何か』講談社現代新書、1974年
- 『小集団の社会学 深層理論への展開』東京大学出版会、1980年
- 『社会学原理』サイエンス社、1987年
- 『長寿社会論』流通経済大学出版会、1992年
- 『長寿社会を生きる 世代間交流の創造』有斐閣、1999年

### 共著
- 『コミュニティ・アプローチの理論と技法 地区保健福祉計画の手びき 績文堂、1963年
- 『家庭を考える 変わりつつある家庭観 講談社、1981年
- 『中国の産業化と地域生活』東京大学出版会、1996年

### 編著
- 会社従業員の生活と意識 第一生命従業員調査 地域社会研究所、1967年
- 高学歴女性のライフコース 津田塾大学出身者の世代間比較 勁草書房、1988年

### 共編著
- 生活構造の理論 松原治郎、副田義也共編 有斐閣、1971
- 家族変動の社会学 増田光吉共編 培風館、1973
- 家族と地域の社会学 庄司興吉共編 東京大学出版会、1980
- 福祉と計画の社会学 直井優共編 東京大学出版会、1980
- 健康農村活動と地域社会 羽生市千代田地区 宮坂忠夫共編 東京大学出版会、1982
- 中高年齢層の職業と生活 定年退職を中心として 和田修一共編 東京大学出版会、1983
- 日本教育の力学 新堀通也共編 有信堂高文社、1983
- ライフコースと世代 現代家族論再考 森岡清美共編 垣内出版、1985
- 現代日本人のライフコース 森岡清美共編 日本学術振興会、1987
- 現代市民社会とアイデンティティ 21世紀の市民社会と共同性:理論と展望 高橋徹、庄司興吉共編 梓出版社、1998
- 福祉社会の家族と共同意識 21世紀の市民社会と共同性:実践への指針 高橋徹、庄司興吉共編 梓出版社、1998
- 市民性の変容と地域・社会問題 21世紀の市民社会と共同性:国際化と内面化 高橋徹、庄司興吉共編 梓出版社、1999

### 翻訳
- カール・マンハイム『現代の診断』高橋徹共訳 みすず書房、1954
- エミール・レーデラー『大衆の国家 階級なき社会の脅威』岩城完之共訳 東京創元社、1961
- R・P・ドーア『都市の日本人』塚本哲人共訳 岩波書店、1962
- S・バーバ『小集団と政治行動 リーダーシップの研究』誠信書房、1963
- ライト・ミルズ『権力・政治・民衆』本間康平共監訳 みすず書房、1971